# Wyczółki (Siedlce)
Pour les articles homonymes, voir Wyczółki.
Wyczółki (prononciation : [vɨˈt͡ʂuu̯ki]) est un village polonais de la gmina de Mordy dans le powiat de Siedlce de la voïvodie de Mazovie dans le centre-est de la Pologne.
Il se situe à environ 7 kilomètres au sud-ouest de Mordy (siège de la gmina), 12 kilomètres à l'est de Siedlce (siège de le powiat) et à 98 kilomètres à l'est de Varsovie (capitale de la Pologne).
Le village comptait approximativement une population de 202 habitants en 2010.

## Histoire
De 1975 à 1998, le village appartenait administrativement à la voïvodie de Siedlce.

Depuis 1999, il appartient administrativement à la voïvodie de Mazovie